# 小澤亜李
小澤 亜李（おざわ あり、1992年8月10日 - ）は、日本の女性声優。東京都西東京市出身。アイムエンタープライズ所属。夫はミュージシャンのヒゲドライバー。

## 来歴
中学1年生の時『魔法先生ネギま!』を観て声優に憧れ、高校1年時に親が保育士として働く保育園で保育助手のアルバイトを1年間務めて資金を獲得すると、高校2年時に日本ナレーション演技研究所へ入所し、6年間通う。2013年4月アイムエンタープライズ所属となる。
2013年にWEBアニメ版『俺の妹がこんなに可愛いわけがない』のゲームの声でデビュー。翌2014年にテレビアニメ『月刊少女野崎くん』の佐倉千代役で初のメインキャラクターを演じる。新人ながら選ばれた理由は「千代ちゃんに似ているから」であり、役作りに関しても「キャラは作らないで。素のままでお願いします」と言われたという。小澤は「まだ慣れていない初々しさがよかったのかもしれない」と述べている。
2017年には、第11回声優アワードで新人女優賞を受賞する。
2020年8月10日、ミュージシャンのヒゲドライバーとの結婚を自身のブログにて発表した。2023年1月1日自身のブログにて、第1子を出産したことを報告した。

## 人物
事務所に所属する以前に正社員の経験を積もうと、調理師免許の資格を取得している。特技はイラスト。そらという名前の犬を飼っている。甘い物が苦手であり、煎餅などを好んでいる。三姉妹の次女で姉と妹がいる。親から、本人の名前もアキにしたら良かったと言われた。なお、名前の漢字の類似（「李」と「季」）から、実際に名前が「あき」だと間違われることも多い。モットーとしていることは、「ありのまま、いつもまっすぐわたしらしく」である。
事務所の同期には長縄まりあ、内田雄馬、天﨑滉平などがいる。同期との共演は嬉しく「私も頑張ろうと思えますし、一緒の作品に出演できることは幸せです」と述べている。特に長縄とは普段から仲が良く、長縄も小澤との共演は嬉しかったと答えている。アーツビジョン所属の芽衣、フリーの甘束まおとは友人である。
性格は「せっかちでネガティブ」、長所は「あまり物事を考え過ぎない」ところだという。長縄からも「せっかちマイペース」と分析されている。

## 出演
太字はメインキャラクター。

### テレビアニメ
2013年
- ロウきゅーぶ!SS（北野若菜）
- サムライフラメンコ（女性B）
- 〈物語〉シリーズ セカンドシーズン（ウェイトレス）

2014年
- のうりん（アナウンサー）
- ノラガミ（2014年 - 2015年、紹巴） - 2シリーズ
- ご注文はうさぎですか?（女生徒A）
- さばげぶっ!（女子、小学生、女子大生、女性）
- 月刊少女野崎くん（佐倉千代）
- M3〜ソノ黒キ鋼〜（女児A）
- 六畳間の侵略者!?（女子生徒）
- 曇天に笑う（上林の息子、天火（幼少期）、式神）
- ガールフレンド（仮）（新体操部員B）
- 結城友奈は勇者である -結城友奈の章-（クラスメイト）
- 四月は君の嘘（2014年 - 2015年、梨田、小麦）
- 旦那が何を言っているかわからない件（カオルの後輩）

2015年
- ローリング☆ガールズ（森友望未）
- 聖剣使いの禁呪詠唱（子供）
- 純潔のマリア（レグリス、ねこ）
- ジュエルペット マジカルチェンジ（雲母あいり）
- えとたま（ウマたん）
- ハイスクールD×D シリーズ（2015年 - 2018年、ミリキャス・グレモリー） - 2シリーズ
- 放課後のプレアデス（りん、みり）
- ドラえもん（テレビ朝日版第2期）（2015年 - 2024年、女の子、女子B、クン、南風そよか）
- 俺物語!!（コジマ）
- ミカグラ学園組曲（藤白おとね）
- わかば*ガール（小橋若葉）
- Classroom☆Crisis（瀬良ミズキ）
- がっこうぐらし!（恵飛須沢胡桃）
- モンスター娘のいる日常（パピ）
- アクエリオンロゴス（海凪花嵐）
- ランス・アンド・マスクス（鬼堂院真緒）
- 小森さんは断れない!（西鳥めぐみ）
- 学戦都市アスタリスク（2015年 - 2016年、刀藤綺凛） - 2シリーズ

2016年
- アクティヴレイド -機動強襲室第八係-（花咲里あさみ、神明天夢） - 2シリーズ
- 紅殻のパンドラ（メイド服）
- ブブキ・ブランキ（朝吹黄金） - 2シリーズ
- 最弱無敗の神装機竜（アイリ・アーカディア）
- ハイスクール・フリート（駿河留奈）
- 坂本ですが?（女子生徒、太った子供）
- ふらいんぐうぃっち（アル）
- この美術部には問題がある!（宇佐美みずき）
- はんだくん（肉食女子 黒）
- ステラのまほう（関あやめ）
- WWW.WORKING!!（永田るい）
- リルリルフェアリル（2016年 - 2019年、スピカ） - 3シリーズ

2017年
- TRICKSTER -江戸川乱歩「少年探偵団」より-（小林芳雄）
- この素晴らしい世界に祝福を!2（ウェイトレス）
- ID-0（ファルザ）
- ロクでなし魔術講師と禁忌教典（リィエル＝レイフォード）
- アイカツスターズ!（スズ）
- バトルガール ハイスクール（神峰牡丹）
- 恋と嘘（菅原、宮前）
- 時間の支配者（ランヤー）
- 魔法陣グルグル（ペペック）
- おにゃんこポン（女子高生〈凛奈〉）
- 宝石の国（ベニトアイト）
- 鬼灯の冷徹（鳳凰）
- このはな綺譚（土筆）

2018年
- 恋は雨上がりのように（ゆう、女子生徒、女性客、女の子）
- メルヘン・メドヘン（2018年 - 2019年、タチアナ）
- 七つの美徳（メタトロン）
- グランクレスト戦記（カミィ）
- 多田くんは恋をしない（ニャンコビッグ、男子）
- ヒナまつり（マオ）
- Caligula -カリギュラ-（守田鳴子）
- こみっくがーるず（女子高生〈小橋若葉〉）
- ぱすてるらいふ（氷川日菜）
- BanG Dream! ガルパ☆ピコ（2018年 - 2021年、氷川日菜） - 3シリーズ
- 中間管理録トネガワ（ざわ…ボイス〈004〉） - 「小ざわ…亜李」名義

2019年
- BanG Dream!（2019年 - 2022年、氷川日菜） - 2シリーズ + 1作品
- revisions リヴィジョンズ（竹内理子）
- 約束のネバーランド（コニー）
- えんどろ〜!（ファイ〈ファイ・ファイ〉）
- ドメスティックな彼女（マミ）
- かぐや様は告らせたい〜天才たちの恋愛頭脳戦〜（2019年 - 2023年、藤原萌葉、生徒） - 3シリーズ + 特別編
- この世の果てで恋を唄う少女YU-NO（ユーノ）
- ノブナガ先生の幼な妻（生駒吉乃）
- RobiHachi（アニメス）
- Re:ステージ! ドリームデイズ♪（伊津村紫）
- 鬼滅の刃（2019年 - 2024年、白髪 / 産屋敷にちか） - 4シリーズ
- 警視庁 特務部 特殊凶悪犯対策室 第七課 -トクナナ-（ベルメール・サンク）
- BEASTARS（2019年 - 2021年、モモンガ、ウサギ、クルミリス、ロバ） - 2シリーズ
- アズールレーン（2019年 - 2020年、デンバー）

2020年
- プランダラ（リィン＝メイ）
- かくしごと（古武シルビア）
- キングスレイド 意志を継ぐものたち（2020年 - 2021年、クレオ）
- 魔王城でおやすみ（さっきゅん）

2021年
- バック・アロウ（エルシャ・リーン）
- クレヨンしんちゃん（日村さな）
- スライム倒して300年、知らないうちにレベルMAXになってました（2021年 - 2025年、ヴァーニア） - 2シリーズ
- やくならマグカップも 二番窯（土岐川姫菜）

2022年
- 賢者の弟子を名乗る賢者（メイリン）
- ちいかわ（2022年 - 2024年、うさぎ）
- インセクトランド（弟B）
- 組長娘と世話係（花田歩）
- Extreme Hearts（小日向理瀬）
- BLEACH 千年血戦篇（鑿野のの美）

2023年
- アリス・ギア・アイギス Expansion（一条綾香）

2024年
- 百千さん家のあやかし王子（オンモラキ）
- 七つの大罪 黙示録の四騎士（赤子ドニー）
- 名探偵コナン（2024年 - 2025年、山口聡子、アナウンサー）
- 異世界ゆるり紀行 〜子育てしながら冒険者します〜（ヴィヴィアン）
- 鴨乃橋ロンの禁断推理（二木理子）

2025年
- ギルドの受付嬢ですが、残業は嫌なのでボスをソロ討伐しようと思います（リン・リーチェ）
- パズドラ（ナナホシ）

### 劇場アニメ
2010年代
- ポッピンQ（2016年、大道あさひ）
- GODZILLA（2017年 - 2018年、ミアナ） - 3部作
- 夏をやりなおす（2018年、主人公）
- BanG Dream! FILM LIVE（2019年 - 2021年、氷川日菜） - 2作品

2020年代
- 劇場版 ハイスクール・フリート（2020年、駿河留奈）
- 劇場版 BanG Dream! Episode of Roselia I・II（2021年、氷川日菜） - 2部作
- 劇場編集版 かくしごと -ひめごとはなんですか-（2021年、古武シルビア）
- 劇場版 BanG Dream! ぽっぴん'どりーむ!（2022年、氷川日菜）
- たべっ子どうぶつ THE MOVIE（2025年、うさぎちゃん）

### OVA
2014年
- ZEPHYR（女子3） - Rejet Fes.2014 限定アニメーション
- マンガ家さんとアシスタントさんと ミニOVA（友人）

2014年
- ノラガミ ARAGOTO（紹巴） - コミックス第15巻限定版に付属

2016年
- 亜人（女子生徒） - コミックス第8巻限定版に付属
- ワンパンマン（三節棍のリリー、仲居） - BD・DVD第5巻・第6巻映像特典
- モンスター娘のいる日常（2016年 - 2017年、パピ） - コミックス第11・12巻OAD付き特装版

2017年
- OVA ハイスクール・フリート（駿河留奈）

2020年
- 鬼灯の冷徹（鳳凰） - コミックス第31巻DVD付き限定版

2023年
- OVA アズールレーン Queen's Orders（デンバー）

### Webアニメ
- 俺の妹がこんなに可愛いわけがない。（2013年、ゲームの声[22]）
- アニメで分かる心療内科（2015年、女B、ネコミミメイド、女子高生、心理士A）
- ロボットガールズZ プラス（2015年、剴の嬢〈ゲッター剴〉[97]）
- モンソニ! ダルタニャンのアイドル宣言（2017年、式神出雲）
- えとたま〜猫客万来〜（2021年、ウマたん[98]）
- ヴァンパイア・イン・ザ・ガーデン （2022年、イリーシャ）
- BASTARD!! -暗黒の破壊神-（2022年、シーン・ハリ[99]）
- きよねこっ（2022年 - 2023年、女子高生C、リアン、変態と付き合った女性客、野良猫E、通行人A）
- Fate/Grand Order 藤丸立香はわからない Season2（2024年、壱与）

### ゲーム
2013年
- ティアーズ・トゥ・ティアラII 覇王の末裔（民衆、群衆 他）

2014年
- 艦隊これくしょん -艦これ-（2014年 - 2019年、秋月、野分、Prinz Eugen、駆逐棲姫、空母水鬼、Janus、アンツィオ沖棲姫）
- 白猫プロジェクト（2014年 - 2021年、シャオフー、セシル)
- 城姫クエスト（小田原城、春日山城、金沢城、松本城、山形城）
- ドリームクラブGogo.（アンジュ）
- 巫女の社（新井ひとみ）
- ロボットガールズZ ONLINE（剴の嬢〈ゲッター剴〉）

2015年
- V.D. -Vanishment Day-（坂井エミリ）
- オルタンシア・サーガ -蒼の騎士団-（ラウジー）
- 乖離性ミリオンアーサー（フェニックス）
- 家電少女（マイコ、とうこ、ミキ、くるみ、みおり）
- ぎゃる☆がん だぶるぴーす（柳田真冬）
- クイズRPG 魔法使いと黒猫のウィズ（ノア・アームストロング）
- グランブルーファンタジー（2015年 - 2024年、サーヤ）
- クリスタル クラウン
- グリモア〜私立グリモワール魔法学園〜（ヤヨイ・ロカ、恵飛須沢胡桃）
- 幻獣契約クリプトラクト（2015年 - 2021年、リリアンヌ、白ウサギ、ティナ、ティアナ）
- コエスタ（織川琴美）
- 刻のイシュタリア（小悪魔聖女ヘレナ）
- シューティングガール（MP5A1、吟河由依、平家コウ）
- 神撃のバハムート（ミレイ）
- 新次元ゲイム ネプテューヌVII（チーカマ）
- スクールファンファーレ（隠音ひな子）
- 太鼓の達人 Vバージョン（メイプル）
- 大図書館の羊飼い -Library Party-（一之江金魚）
- 東亰ザナドゥ（柚木若葉）
- 神刻の娘（魔獣使い / 比企希美）
- なないろランガールズ（一ノ瀬愛）
- BAD APPLE WARS（サンズ）
- バトルガール ハイスクール（神峰牡丹）
- フェアリーフェンサー エフ ADVENT DARK FORCE（チアキ）
- ブレイブソード×ブレイズソウル（風魔手裏剣〈ふーまん〉）
- 魔壊神トリリオン（エルマ）
- メザマシフェスティバル 〜夢喰いと目覚まし屋〜
- モンスター娘のいる日常 オンライン（パピ）
- 妖怪百姫たん!（雨女-あめおんな-）
- リング☆ドリーム 女子プロレス大戦（風祭はやて、岸田南美）
- ロイヤルフラッシュヒーローズ（フォール）

2016年
- アリスオーダー（夢路唯月）
- アンジュ・ヴィエルジュ 〜ガールズバトル〜（コードΣ40シノン）
- ウチの姫さまがいちばんカワイイ（千望姫ステラ・トレーシー）
- 学戦都市アスタリスクフェスタ 鳳華絢爛（刀藤綺凛）
- 学戦都市アスタリスクフェスタ 煌めきのステラ（刀藤綺凛）
- Caligula -カリギュラ-（守田鳴子）
- ぐるぐる召喚マジカルギア（ポレット）
- 神獄塔 メアリスケルター（ラプンツェル）
- デモンゲイズ2（プリム）
- 東亰ザナドゥ eX+（柚木若葉）
- ナイツクロニクル（ミナ）
- フィリスのアトリエ 〜不思議な旅の錬金術士〜（ドロッセル・ワイスベルク）
- ブレイブソード×ブレイズソウル（かぐや姫、ヘラ、河童）

2017年
- ららマジ（瀬沢かなえ）
- ファイアーエムブレム ヒーローズ（2017年 - 2025年、リリーナ、ファ、セーラ）
- この世の果てで恋を唄う少女YU-NO（ユーノ）
- バンドリ！ガールズバンドパーティ！（2017年 - 2024年、氷川日菜）
- 強くてNEW GAME（ポコロポコロ、コマ、ミシェル）
- ルナプリ from 天使帝國（ベティ）
- プリンセス・プリンシパル GAME OF MISSON（ジャン・スタントン）
- マギアレコード 魔法少女まどか☆マギカ外伝（毬子あやか）
- 旋光の輪舞2（ペク・チャンポ）
- 12歳。〜とろけるパズル♡ふたりのハーモニー〜（相原カコ）
- デスティニーチャイルド（フレイヤ）
- ソードアート・オンライン -インテグラル・ファクター-（ヒロイン〈コハル〉）
- ゼノブレイド2（リンネ）
- きららファンタジア（2017年 - 2022年、恵飛須沢胡桃、関あやめ、西鳥めぐみ）
- リディー&スールのアトリエ 〜不思議な絵画の錬金術士〜（ドロッセル・ワイスベルク）
- スターレット（ルイ）
- アナザーエデン 時空を超える猫（ヒナ）
- 幻霊物語（糜夫人、曹節）
- Re:ステージ！プリズムステップ（2017年 - 2024年、伊津村紫）

2018年
- アリス・ギア・アイギス（2018年 - 2024年、一条綾香、千島美幸）
- キングスレイド（クレオ）
- 三極ジャスティス（イロハ）
- アナザーエデン 時空を超える猫（チヨ）
- War Song（ナーリ）
- Caligula Overdose -カリギュラ オーバードーズ-（守田鳴子）
- アズールレーン（デンバー）
- グランドチェイス-次元の追跡者  （マリ）
- アビス・ホライズン（電、エセックス、ユニコーン）
- 神獄塔 メアリスケルター2（ラプンツェル）
- ファンタジーライフ オンライン
- 温泉むすめ ゆのはな これくしょん（嬉野温泉）
- CARAVAN STORIES（ユウリ）
- Cendrillon phalikA（衿栖＝シュナイダー）
- ましろウィッチ（道明寺みみか）
- ドラゴンネストM（アカデミック）

2019年
- プラチナ・トレイン（山口みずほ、山口さくら）
- ハイスクール・フリート 艦隊バトルでピンチ!（駿河留奈）
- ラングリッサーI&II（シェリー）
- D×2 真・女神転生 リベレーション（キサナ）
- Ash Tale -風の大陸-（ミルトニア）
- ポケモンマスターズ（ハプウ）
- ワールドフリッパー（イナホ、アルム、アーリィ）
- 蒼藍の誓い ブルーオース（マクシム・ゴーリキー）
- 荒野のコトブキ飛行隊 大空のテイクオフガールズ!（アコ）
- ラストイデア（カルム&メルム）
- リンクスリングス（響姫）

2020年
- ドラゴンクエストX（ティリア）
- 浮島物語〜最強刻印士になるストーリー〜（ドヴァリン）
- 野生少女（リクル）
- 原神（香菱）
- 神獄塔 メアリスケルターFinale（ラプンツェル）
- ソードマスターストーリー（イリス）
- STARHORSE4（伏見真衣）
- ファンタジア・リビルド（リィエル＝レイフォード）
- WAR OF THE VISIONS ファイナルファンタジー ブレイブエクスヴィアス 幻影戦争（メリルーク）

2021年
- 咲う アルスノトリア（第七子）
- ブラック・サージナイト（エセックス）
- sin 七つの大罪 X-TASY（メタトロン）
- アニマエ・アルケー（楓香・タヌキ、静久〈シズク〉）
- 白夜極光（ボナーズ）
- イリュージョンコネクト（アニス・ドーラ）
- タイムディフェンダーズ（スズカヒメ）
- クッキーラン: キングダム（プリンセス味クッキー）
- 鬼滅の刃 ヒノカミ血風譚（案内役・白髪）
- ラグナドール 妖しき皇帝と終焉の夜叉姫（茨木童子）
- ブルーアーカイブ -Blue Archive-（2021年 - 2023年、伊落マリー）

2022年
- ヘブンバーンズレッド（2022年 - 2024年、柊木梢）
- 東方ダンマクカグラ（霊烏路空）
- Shadowverse（うさぎ）
- Fate/Grand Order（2022年 - 2023年、壱与）
- ドラえもん のび太の牧場物語 大自然の王国とみんなの家（トトン）
- 幻塔（シロ）

2023年
- ルーンファクトリー3スペシャル（マリオン）
- 404 GAME RE:SET -エラーゲームリセット-（ペンゴ）

2024年
- 無期迷途（000））

2025年
- 異世界のんびりライフ（パピ）
- ファンタジーライフi グルグルの竜と時を盗む少女（クヌギ、グリ）

### ドラマCD
2013年
- アインザッツ VOL.2（パーカス女子B）

2014年
- 月刊少女野崎くん 一番くじ B賞 ドラマCD（2014年、佐倉千代）
- 月刊少女野崎くん アニメディア / 声優アニメディア / オトメディア読者限定応募者全員サービス オリジナルドラマCD（2014年、佐倉千代）
- 月刊少女野崎くん ドラマCD 〜秋編〜 / 〜冬編〜（2014年 - 2015年、佐倉千代）
- ひなビタ♪ SWEET SMILE COLLECTION Vol.1 特典ドラマCD / Vol.5 特典ドラマCD / side:spinoffここなつ / カップリングA（2014年 - 2016年、東雲心菜）
- 魔法少女育成計画 in Dreamland（ラピス・ラズリーヌ）

2015年
- 紫電改のマキ（長谷川素子） - 『チャンピオンRED』6月号特別付録
- がっこうぐらし! コミックマーケット88 特製ドラマCD夏休み編（恵飛須沢胡桃）
- がっこうぐらし! BD / DVD第1・4巻特典ドラマCD（恵飛須沢胡桃）
- Classroom☆Crisis BD&DVD 第1 - 4巻 完全生産限定版特典 ショートドラマCD（2015年 - 2016年、瀬良ミズキ）
- 月刊少女野崎くん BD / DVD 第5巻 初回生産特典 スペシャルCD〜ボイスドラマ〜（2015年、佐倉千代）
- Z/X -Zillions of enemy X- NC DramaCD 4（樹海の乙女フィーユ）
- ロボットガールズZ ゲッターロボ號特別ドラマCD 前編 / 後編（剴の嬢〈ゲッター剴〉）
- WEB版 WORKING!! 第3巻 初回限定特装版 ドラマCD（永田るい）

2016年
- あっくんとカノジョ（入江小凪）
- ドラマCD くだみみの猫 初めての学校（斉宮千夜）
- さくらマイマイ（鈴森純）
- パパと親父のウチご飯（愛梨） - 単行本第4巻リジナルドラマCD付き限定版

2020年
- 警視庁 特務部 特殊凶悪犯対策室 第七課 -トクナナ-七課イン・ザ・パーティvol.1（ベルメール・サンク）
- 恋わずらいのエリー ドラマCD ＃妄想ツイートは恋のはじまり（市村恵莉子）
- 転生王女は今日も旗を叩き折る 0（ローゼマリー）

2022年
- ドラマCD「アリス・ギア・アイギス 〜水着にまつわるエトセトラ〜」（一条綾香）

### 吹き替え
- 攻略うぉんてっど!〜異世界救います!?〜（2023年、アヴァ[225]）

### ラジオ
※はインターネット配信。
- WEBラジオ 隔週配信 野崎くん（2014年 - 2015年、アニメイトTV※）[22]
- 小澤亜李・長縄まりあのおざなり（2015年 - 2020年、超!A&G+※・AG-ON Premium※）
- なないろラジオガールズ（2015年、YouTube※、音泉※、HiBiKi Radio Station※、アニメイトTV※）[226]
- モンスター娘たちのいる日常会話（2015年、音泉※）[227]
- TVアニメ「Classroom☆Crisis」WEBラジオ 株式会社小澤亜李（2015年、Classroom☆Crisis公式サイト※、音泉※）[228]
- アクエリオンロゴス 創声部（2015年、HiBiKi Radio Station※）[229]
- こちらGSH 学園・生活部・放送局（2015年、音泉※）[230]
- ランス・アンド・マスクス 〜RADIO騎士団〜（2015年、音泉※）[231]
- TVアニメ「Classroom☆Crisis」WEBラジオ 有限会社小澤亜李（2015年、Classroom☆Crisis公式サイト※、音泉※）[232]
- なないろラジオガールズREPEAT（2015年、YouTube※、音泉※、HiBiKi Radio Station※、アニメイトTV※）※回替わりパーソナリティ
- ブブキ・ブランキ -心と右手をつなぐラジオ-（2015年 - 2016年、HiBiKi Radio Station※）[233]
- 最弱無敗の無線通信《ウェブラジオ》（2016年、音泉※）[16]
- アクティヴレイドRADIO（2016年、音泉※）[234]
- RadioポッピンQ 〜ほんのすこし面白くする、それだけで世界は変わる〜（2016年 - 2017年、音泉※、HiBiKi Radio Station※、アニメイトタイムズ※）
- RadioポッピンQ ミニ番組「大道あさひの可愛いもの探そ♪」（2016年 - 2017年、劇場アニメ「ポッピンQ」公式サイト※、YouTube※、ニコニコ動画※）[235]
- この美術部ラジオには問題がある! 〜アトリエこの美！〜（2016年、アニメイトタイムズ※[236]）
- NAGAKING!!（2016年 - 2017年、公式サイト※[237]）
- project758 presents 小澤亜李 元気のでるラジオ!!（2017年、ラジオ関西、ニコニコ生放送※）
- project758 presents 小澤亜李 もっと元気のでるラジオ!!（2017年、ニコニコ生放送※[238]）
- 大空直美・小澤亜李のsweet café time（2018年 - 2021年、超!A&G+※、YouTube※、ニコニコ動画※）
- 沢城千春・小澤亜李 カリギュラジオ 〜その番組を聴いてはいけない〜（2018年、超!A&G+※・dアニメストア※）[239]
- project758 小澤亜李のげんでる!!（もっと元気のでるラジオの名称を変更、2018年 - 、ニコニコ生放送※）
- project758 小澤亜李のげんでる!!!（小澤亜李のげんでる!!の名称を変更、2019年5月 - 、YouTube LIVE※）
- TVアニメ『バック・アロウ』リンガリンド放送局（2021年、音泉※）[240]
- 小澤亜李と佐藤日向は素直なふたり（2024年 - 、音泉※）[241]

### ラジオCD
2014年
- WEBラジオ隔週配信 野崎くん 出張版 ※TVアニメ「月刊少女野崎くん」Blu-ray/DVD第1巻アニメイト限定版特典
- WEB ラジオ隔週配信野崎くん DJCD〜小澤製麺所〜

2015年
- えとたまらじお〜ソルラルくれにゃ！〜　Vol.1、4（2015年 - 2016年、第5回・第35回ゲスト回収録）
- こちらGSH 学園・生活部・放送局出張版ラジオCD ※コミックマーケット88 音泉ブースにて販売のTVアニメ「がっこうぐらし！」こちらGSH 学園・生活部・放送局 グッズセットに封入
- ごぶごぶちゃん ウルトラスーパーベスト8（第202回ゲスト回収録）
- TVアニメ「がっこうぐらし！」こちらGSH 学園・生活部・放送局 Vol.1、2（2015年 - 2016年）
- TVアニメ「Classroom☆Crisis」WEBラジオ 株式会社小澤亜李 Vol.1、2（2015年 - 2016年）
- ラジオCD「アクエリオンロゴス創声部」 Vol.1
- ラジオCD「モンスター娘たちのいる日常会話」
- 音泉 スペシャルCD 2015夏

2016年
- ラジオCD「学戦都市アスタリスク 〜電波星武祭〜」Vol.3
- ラジオCD「ブブキ・ブランキ-心と右手をつなぐラジオ-」Vol.1

### ラジオドラマ
- TBSラジオ エブ★ラジ 夜の連続スマホ小説「黒しろ恋模様」[242]

### テレビ番組
- あにむす!（テレビ東京、2014年6月26日）[243]
- アニメマシテ スペシャル（テレビ東京、2015年6月29日）[243]
- アニメマシテ（テレビ東京、2015年10月5日、2017年2月7日・14日）※VTR出演[244]
- 声優がドラマに出たらこうなりました。〜聖地創生プロジェクト〜（BS11、2020年1月28日 - 2月11日）[245]
- めざましテレビ「めざまし占い」（フジテレビ、2022年1月4日 - ） - うさぎの声[77]
- 愉快なキャラたちがワイプで見守る話 シーズン1 味噌だけで10本いきます（2024年7月26日、8月2日、9月6日・13日・20日・27日、CBC） - 羽二重きよめ役 (project758)[246]

### インターネットテレビ
- ランス・アンド・マスクス 〜ニコ生騎士団〜（2015年 - 2016年、ニコニコ生放送[247]）
- バラエティ開拓バラエティ 日村がゆく（2017年 - 2020年、AbemaTV） - おまつ 役
- 小澤と嶺内のガンガンGAちゃんねる（2018年 - 2021年、YouTube・ニコニコ動画）[248]
- めぐろ川たんていじむしょ（2020年 - 、Twitter）
- Pastel*PalettesのしゅわりんTV（2020年 - 2021年、YouTube）

### ナレーション
- CM『虚構推理』（2015年）[249]

### 朗読劇
- おとなの国語（2023年）[250]

### デジタルコミック
- こっちむいて!みい子（2019年、志村まり[251]）
- 12歳。シリーズ（2019年、相原カコ[252][253]）
- マンガアニメ「かくしごと」（2020年、古武シルビア）

### その他コンテンツ
- ひなビタ♪（東雲心菜[22][254]）
- project758（羽二重きよめ[255]）
- キヤノンエコアンバサダー（椎野エみる[256]）
- 『ふたりべや』第7・8巻メロンブックス限定版特典ボイスドラマ（2019年 - 2020年、山吹かすみ）
- 『ハニーレモンソーダ』単行本12巻・14巻購入特典ボイスドラマ（2020年、石森羽花[257]）
- ガールズラジオデイズ（神楽菜月[258]）
- 『Unnamed Memory』オーディオブック（2020年、朗読）
- 小説『時守たちのラストダンス』『七夕の夜におかえり』アニメPV（2021年[259]）
- ドラマレコード「時代劇だよ！アリス・ギア・アイギス」（2021年、一条綾香[260]）
- ボイスドラマ『Extreme Hearts S×S×S』（2022年、小日向理瀬）
- サンリオキャラクター「ハローキティ」（2023年 - 、ミミィ）

## ディスコグラフィ

### キャラクターソング
| 発売日   | 商品名                                                                                        | 歌 | 楽曲 | 備考                                                                  |
| 2014年   | 2014年                                                                                        | 2014年 | 2014年 | 2014年                                                                |
| -------- | --------------------------------------------------------------------------------------------- | --- | --- | --------------------------------------------------------------------- |
| 4月10日  | PURE SONGS3 @ DREAM CLUB GOGO.                                                                | DREAM C CLUB Gogo. ALL HostGirls | 「ここにおいでよ！Gogo.」 | ゲーム『ドリームクラブGogo.』関連曲                                   |
| 4月10日  | PURE SONGS3 @ DREAM CLUB GOGO.                                                                | アンジュ（小澤亜李） | 「Uchujiんっぽい」 | ゲーム『ドリームクラブGogo.』関連曲                                   |
| 8月27日  | ウラオモテ・フォーチュン                                                                      | 佐倉千代（小澤亜李） | 「ウラオモテ・フォーチュン」 | テレビアニメ『月刊少女野崎くん』エンディングテーマ                    |
| 8月27日  | ウラオモテ・フォーチュン                                                                      | 佐倉千代（小澤亜李） / セリフ：野崎梅太郎（中村悠一）、御子柴実琴（岡本信彦） | 「ハートのトーンに気づいてよ！ 誰か。」 | テレビアニメ『月刊少女野崎くん』関連曲                                |
| 12月24日 | ミライプリズム                                                                                | ここなつ | 「ミライプリズム」 「キミヱゴサーチ」 「ポメグラネイト」 | 『ひなビタ♪』関連曲                                                   |
| 12月24日 | ミライプリズム                                                                                | 東雲心菜（小澤亜李） | 「魔法のたまご 〜心菜 ELECTRO POP edition〜」 | 『ひなビタ♪』関連曲                                                   |
| 2015年   |                                                                                               | | |                                                                       |
| 1月21日  | ローリング☆ガールズ 主題歌集 人にやさしく                                                     | THE ROLLING GIRLS | 「月の爆撃機」 「人にやさしく」 「1000のバイオリン」 | テレビアニメ『ローリング☆ガールズ』主題歌                             |
| 2月12日  | Good Shepherd/Life,Like,Party!                                                                | 一之江金魚（小澤亜李） | 「Life,Like,Party!」 「Life,Like,Party!-kors k likes Party!-」 | ゲーム『大図書館の羊飼い -Library Party-』エンディングテーマ          |
| 3月25日  | Chocolate Smile Girls!!                                                                       | 東雲心菜（小澤亜李）fromここなつ meets 日向美ビタースイーツ♪ | 「キモチコネクト」 | 『ひなビタ♪』関連曲                                                   |
| 3月25日  | Chocolate Smile Girls!!                                                                       | ここなつ meets 日向美ビタースイーツ♪ | 「ミライプリズム」 | 『ひなビタ♪』関連曲                                                   |
| 3月25日  | Chocolate Smile Girls!!                                                                       | 日向美ビタースイーツ♪ & ここなつ | 「チョコレートスマイル」 | 『ひなビタ♪』関連曲                                                   |
| 4月1日   | ローリング☆ガールズ ソング集 英雄にあこがれて                                                 | THE ROLLING GIRLS | 「TRAIN-TRAIN」 「終わらない歌」 「英雄にあこがれて」 「夕暮れ」 | テレビアニメ『ローリング☆ガールズ』挿入歌                             |
| 4月1日   | ローリング☆ガールズ ソング集 英雄にあこがれて                                                 | THE ROLLING GIRLS | 「脳天気」 | テレビアニメ『ローリング☆ガールズ』エンディングテーマ                 |
| 4月22日  | blue moment                                                                                   | ソルラルBOB | 「blue moment」 | テレビアニメ『えとたま』エンディングテーマ                            |
| 4月22日  | 放課後革命                                                                                    | 放課後楽園部 | 「放課後革命」 | テレビアニメ『ミカグラ学園組曲』オープニングテーマ                    |
| 5月27日  | 楽園ファンファーレ                                                                            | 放課後楽園部 | 「楽園ファンファーレ」 | テレビアニメ『ミカグラ学園組曲』エンディングテーマ                    |
| 5月27日  | 楽園ファンファーレ                                                                            | 藤白おとね（小澤亜李） | 「赤裸々キャンディ」 | テレビアニメ『ミカグラ学園組曲』関連曲                                |
| 5月27日  | ミカグラ学園組曲 OP&EDテーマ アニメイト同時購入特典 「Last Note.」 リアレンジスペシャルCD     | 放課後楽園部 | 「放課後革命ver.T-Mix」 | テレビアニメ『ミカグラ学園組曲』関連曲                                |
| 5月27日  | ミカグラ学園組曲 OP&EDテーマ アニメイト同時購入特典 「Last Note.」 リアレンジスペシャルCD     | 放課後楽園部 | 「楽園ファンファーレver.T-Mix」 | テレビアニメ『ミカグラ学園組曲』関連曲                                |
| 6月3日   | えとたま 第肆巻 きゃにめ.jp特典                                                               | ウマたん（小澤亜李） | 「blue moment ウマたんソルラルチャージVer.」 | テレビアニメ『えとたま』関連曲                                        |
| 6月17日  | えとたま キャラクターソングミニアルバム(3) 最強プロデュース！めざせ干支ップ☆アイドル          | ウサたん（相坂優歌）、ウマたん（小澤亜李）、キーたん（戸田めぐみ）、イヌたん（本多真梨子） | 「最強プロデュース！めざせ干支ップ☆アイドル」 | テレビアニメ『えとたま』関連曲                                        |
| 6月17日  | えとたま キャラクターソングミニアルバム(3) 最強プロデュース！めざせ干支ップ☆アイドル          | ウマたん（小澤亜李） | 「笑う門に午来る!」 「blue moment［もーっと！ウマたんver.］」 | テレビアニメ『えとたま』関連曲                                        |
| 7月29日  | ふ・れ・ん・ど・し・た・い                                                                    | 学園生活部 | 「ふ・れ・ん・ど・し・た・い」 | テレビアニメ『がっこうぐらし！』オープニングテーマ                    |
| 7月29日  | ふ・れ・ん・ど・し・た・い                                                                    | 学園生活部 | 「Grateful Friends」 | テレビアニメ『がっこうぐらし！』関連曲                                |
| 8月2日   | TVアニメ「ローリング☆ガールズ」ソング集II「STONES」                                           | THE ROLLING GIRLS | 「STONES」 「シャララ」 | テレビアニメ『ローリング☆ガールズ』関連曲                             |
| 8月2日   | TVアニメ「ローリング☆ガールズ」ソング集II「STONES」                                           | 森友望未（小澤亜李） | 「人にやさしく」 「STONES」 | テレビアニメ『ローリング☆ガールズ』関連曲                             |
| 8月19日  | 最高速 Fall in Love                                                                           | ミーア（雨宮天）、パピ（小澤亜李）、セントレア（相川奈都姫）、スー（野村真悠華）、メロ（山崎はるか）、ラクネラ（中村桜） | 「最高速 Fall in Love」 | テレビアニメ『モンスター娘のいる日常』オープニングテーマ              |
| 8月19日  | 最高速 Fall in Love                                                                           | ミーア（雨宮天）、パピ（小澤亜李）、セントレア（相川奈都姫）、スー（野村真悠華）、メロ（山崎はるか）、ラクネラ（中村桜） | 「Da-Da-Dash!」 | テレビアニメ『モンスター娘のいる日常』関連曲                          |
| 8月19日  | 初めてガールズ！                                                                              | 一年藤組 | 「初めてガールズ！」 | テレビアニメ『わかば*ガール』関連曲                                   |
| 8月26日  | TVアニメ「がっこうぐらし！」キャラクターソング②                                               | 恵飛須沢胡桃（小澤亜李）&若狭悠里（M・A・O） | 「HERO」 | テレビアニメ『がっこうぐらし！』関連曲                                |
| 8月26日  | TVアニメ「がっこうぐらし！」キャラクターソング②                                               | 恵飛須沢胡桃（小澤亜李） | 「RUN&RUN」 | テレビアニメ『がっこうぐらし！』関連曲                                |
| 9月2日   | モンスター娘のいる日常 キャラクターソングVol.2「PAPISM」 パピ                                 | パピ（小澤亜李） | 「PAPISM」 「ぱーぴーダンス」 「最高速 Fall in Love」 | テレビアニメ『モンスター娘のいる日常』関連曲                          |
| 9月23日  | TVアニメ アクエリオンロゴス O.S.T.                                                            | 海凪花嵐（小澤亜李） | 「まーぼーどーふにふぉーりんらぶ」 | テレビアニメ『アクエリオンロゴス』挿入歌                              |
| 9月26日  | TVアニメ「がっこうぐらし！」キャラクターソング(4)                                             | 直樹美紀（高橋李依）、恵飛須沢胡桃（小澤亜李） | 「アンハッピーエンドワールド 」 | テレビアニメ『がっこうぐらし！』関連曲                                |
| 10月28日 | TVアニメ「がっこうぐらし！」キャラクターソングアルバム                                        | 丈槍由紀（水瀬いのり）、恵飛須沢胡桃（小澤亜李） feat.太郎丸（加藤英美里） | 「カラフル・ミラクル・バルーーーーン」 | テレビアニメ『がっこうぐらし！』関連曲                                |
| 10月28日 | TVアニメ「がっこうぐらし！」キャラクターソングアルバム                                        | 学園生活部 | 「卒業あるばむ」 | テレビアニメ『がっこうぐらし！』関連曲                                |
| 10月28日 | ミカグラ学園組曲 BD・DVD第5巻特典CD                                                           | 藤白おとね（小澤亜李） | 「放課後革命」 「楽園ファンファーレ」 | テレビアニメ『ミカグラ学園組曲』関連曲                                |
| 12月16日 | ランス・アンド・マスクス BD・DVD第1巻特典CD                                                   | 鬼堂院真緒（小澤亜李） | 「憧れマスカレイド」 | テレビアニメ『ランス・アンド・マスクス』関連曲                        |
| 12月23日 | Classroom☆Crisis BD&DVD第3巻特典CD                                                            | 白崎イリス（雨宮天）、瀬良ミズキ（小澤亜李） | 「これが私の生きる道」 | テレビアニメ『Classroom☆Crisis』関連曲                                |
| 2016年   |                                                                                               | | |                                                                       |
| 1月27日  | 「がっこうぐらし！」BD・DVD第5巻 オリジナルサウンドトラックCD vol.3                           | 恵飛須沢胡桃（小澤亜李） | 「ふ・れ・ん・ど・し・た・い」 | テレビアニメ『がっこうぐらし！』関連曲                                |
| 1月27日  | 「がっこうぐらし！」BD・DVD第5巻 オリジナルサウンドトラックCD vol.3                           | 学園生活部 | 「仰げば尊し」 | テレビアニメ『がっこうぐらし！』関連曲                                |
| 2月5日   | シークレット・ウォーター                                                                      | 少年ミリオン | 「シークレット・ウォーター」 | 『project758』関連曲                                                  |
| 2月5日   | シークレット・ウォーター                                                                      | 羽二重きよめ（小澤亜李） | 「あなたのきもち」 | 『project758』関連曲                                                  |
| 3月15日  | コエスタ ベストアルバム                                                                       | 天音すばる（佐倉薫）、姫宮夏日（橋本ちなみ）、織川琴美（小澤亜李） | 「夢、希望、少しの勇気」 | ゲーム『コエスタ』関連曲                                              |
| 3月15日  | コエスタ ベストアルバム                                                                       | 織川琴美（小澤亜李） | 「無敵SWEET GIRL」 | ゲーム『コエスタ』関連曲                                              |
| 3月16日  | シンクロノーツ                                                                                | ここなつ | 「ロンロンへ ライライライ！」 「コンフェイト＊コンチェルト」 「闇夜舞踏会 -緋碧と蝶のためのmasquerade-」 「千客万来☆無問題！」 「ムラサキグルマ」 「Finally Dive」 「「ここなつ☆」は夢のカタチ」 「アナーキーインザ夕景」       | 『ひなビタ♪』関連曲                                                   |
| 3月16日  | シンクロノーツ                                                                                | 東雲心菜（小澤亜李） | 「キズナ」 | 『ひなビタ♪』関連曲                                                   |
| 3月23日  | アクティヴレイド -機動強襲室第八係- オリジナルサウンドトラック                                | 神明天夢 / 花咲里あさみ（小澤亜李） | 「ミナクル☆ラッキー」 | テレビアニメ『アクティヴレイド -機動強襲室第八係-』関連曲             |
| 11月23日 | 「この美術部には問題がある！」BD・DVD第3巻 キャラクターソングCD vol.1                         | 宇佐美みずき（小澤亜李）、コレット（上坂すみれ）、立花夢子（水樹奈々） | 「青空キャンバス」 | テレビアニメ『この美術部には問題がある！』関連曲                      |
| 11月23日 | 「この美術部には問題がある！」BD・DVD第3巻 キャラクターソングCD vol.1                         | 宇佐美みずき（小澤亜李） | 「in the dream」 | テレビアニメ『この美術部には問題がある！』関連曲                      |
| 2017年   |                                                                                               | | |                                                                       |
| 1月18日  | FlowerS〜となりで咲く花のように〜                                                             | オルタンシア | 「FlowerS〜となりで咲く花のように〜」 「Dream a gate」 | 『Re:ステージ！』関連曲                                               |
| 1月25日  | ステラのまほう BD・DVD第2巻特典CD                                                             | 2年生チーム | 「game×game×HOLIC」 | テレビアニメ『ステラのまほう』関連曲                                  |
| 2月22日  | 「この美術部には問題がある！」BD・DVD第6巻 キャラクターソングCD vol.2                         | 宇佐美みずき（小澤亜李）、コレット（上坂すみれ）、伊万莉まりあ（東山奈央）、立花夢子（水樹奈々） | 「ココロ*パレット (合唱 ver.)」 | テレビアニメ『この美術部には問題がある！』関連曲                      |
| 2月22日  | 「この美術部には問題がある！」BD・DVD第6巻 キャラクターソングCD vol.2                         | 宇佐美みずき（小澤亜李） | 「ココロ*パレット (MIZUKI ver.)」 | テレビアニメ『この美術部には問題がある！』関連曲                      |
| 3月15日  | ロリガ・ロック・ベスト！ 〜Songs of the mob, by the mob, for the mob〜                        | THE ROLLING GIRLS | 「リンダリンダ」 | テレビアニメ『ローリング☆ガールズ』関連曲                             |
| 5月24日  | Precious You☆                                                                                 | システィーナ＝フィーベル（藤田茜）、ルミア＝ティンジェル（宮本侑芽）、リィエル＝レイフォード（小澤亜李） | 「Precious You☆」 | テレビアニメ『ロクでなし魔術講師と禁忌教典』エンディングテーマ        |
| 5月24日  | Precious You☆                                                                                 | システィーナ＝フィーベル（藤田茜）、ルミア＝ティンジェル（宮本侑芽）、リィエル＝レイフォード（小澤亜李） | 「ブレイヴシンフォニア」 | テレビアニメ『ロクでなし魔術講師と禁忌教典』関連曲                    |
| 7月19日  | Purple rays                                                                                   | オルタンシア | 「Purple rays」 「Dear マイフレンド」 | 『Re:ステージ！』関連曲                                               |
| 8月23日  | ロクでなし魔術講師と禁忌教典 BD・DVD第3巻特典CD                                               | リィエル＝レイフォード（小澤亜李） | 「未来スケッチ」 | テレビアニメ『ロクでなし魔術講師と禁忌教典』関連曲                    |
| 11月1日  | ハミングDays                                                                                  | petit corolla | 「ハミングDays」 「Petit Etoile」 | 『温泉むすめ』関連曲                                                  |
| 2018年   |                                                                                               | | |                                                                       |
| 5月16日  | HYPNO                                                                                         | 柏葉琴乃（村川梨衣）、守田鳴子（小澤亜李）、篠原美笛（高橋李依）、神楽鈴奈（田中美海） | 「HYPNO」 | テレビアニメ『Caligula -カリギュラ-』エンディングテーマ               |
| 6月20日  | *Heart Confusion*                                                                             | オルタンシア | 「*Heart Confusion*」 「crave」 | 『Re:ステージ！』関連曲                                               |
| 6月27日  | ヒナまつり音楽集 〜酒は涙か溜息か〜                                                           | マオ（小澤亜李） | 「初めてのキモチ」 | テレビアニメ『ヒナまつり』エンディングテーマ                          |
| 2019年   |                                                                                               | | |                                                                       |
| 1月23日  | えんどろ〜る！                                                                                | 勇者パーティー | 「えんどろ〜る！」 | テレビアニメ『えんどろ〜！』オープニングテーマ                        |
| 1月23日  | えんどろ〜る！                                                                                | 勇者パーティー | 「はっぴぃとぅご〜！」 | テレビアニメ『えんどろ〜！』イメージソング                            |
| 2月27日  | オルタンシア 1stアルバム「Pullulate」                                                         | オルタンシア | 「君とインフィニティ」 | 『Re:ステージ！』関連曲                                               |
| 2月27日  | オルタンシア 1stアルバム「Pullulate」                                                         | 伊津村紫（小澤亜李） | 「あのね」 | 『Re:ステージ！』関連曲                                               |
| 10月2日  | DRe:AMER オルタンシア盤                                                                       | オルタンシア | 「Yes, We Are!!!」 | テレビアニメ『Re:ステージ！ ドリームデイズ♪』挿入歌                   |
| 10月2日  | DRe:AMER オルタンシア盤 きゃにめ特典CD                                                        | 伊津村紫（小澤亜李） | 「Yes, We Are!!!」 | テレビアニメ『Re:ステージ！ ドリームデイズ♪』関連曲                   |
| 11月20日 | Re:ステージ！ ドリームデイズ♪ BD・DVD第3巻 きゃにめ特典CD                                     | オルタンシア | 「Purple Rays -y0c1e Remix-」 「Dear マイフレンド -y0c1e Remix-」 | テレビアニメ『Re:ステージ！ ドリームデイズ♪』関連曲                   |
| 2020年   |                                                                                               | | |                                                                       |
| 3月11日  | TVアニメーション『アズールレーン』バディキャラクターソングシングル Vol.3 クリーブランド四姉妹 | クリーブランド（堀籠沙耶）、コロンビア（堀籠沙耶）、モントピリア（高橋李依）、デンバー（小澤亜李） | 「ALL 4 SISTER!!!!」 「悠久のカタルシス」 | テレビアニメ『アズールレーン』関連曲                                  |
| 5月27日  | かくしごと イメージアルバム feat.君は天然色                                                   | めぐろ川たんていじむしょ | 「君は天然色」 | テレビアニメ『かくしごと』関連曲                                      |
| 5月27日  | かくしごと イメージアルバム feat.君は天然色                                                   | 古武シルビア（小澤亜李） | 「君は天然色」 | テレビアニメ『かくしごと』関連曲                                      |
| 5月27日  | Reason of Life                                                                                | 陽菜（本泉莉奈）、リィン（小澤亜李）、ナナ（伊藤静） | 「Reason of Life」 | テレビアニメ『プランダラ』エンディングテーマ                          |
| 5月27日  | Reason of Life                                                                                | リィン（小澤亜李） | 「Reason of Life」 | テレビアニメ『プランダラ』関連曲                                      |
| 6月17日  | 愛がゆえゆえ/あれから（絶望少女達2020）                                                       | 大槻ケンヂとめぐろ川たんていじむしょ | 「愛がゆえゆえ」 | テレビアニメ『かくしごと』関連曲                                      |
| 12月16日 | ローリング☆ガールズ Blu-ray BOX 特典CD                                                        | THE ROLLING GIRLS | 「夢」 | テレビアニメ『ローリング☆ガールズ』関連曲                             |
| 12月16日 | ローリング☆ガールズ Blu-ray BOX 特典CD                                                        | 森友望未（小澤亜李） | 「夢」 「月の爆撃機」 | テレビアニメ『ローリング☆ガールズ』関連曲                             |
| 12月16日 | Chain of Dream                                                                                | オルタンシア | 「Re:Rays」 | 『Re:ステージ！』関連曲                                               |
| 12月23日 | 荒野のコトブキ飛行隊 大空のテイクオフガールズ！ チームソングミニアルバム                      | カナリア自警団 | 「ことりのマーチ」 | ゲーム『荒野のコトブキ飛行隊 大空のテイクオフガールズ！』関連曲       |
| 2021年   |                                                                                               | | |                                                                       |
| 3月17日  | Re:STAGE! THE BEST                                                                            | Re:STAGE! ALL IDOL | 「私たち、四季を遊ぶんです!!」 | 『Re:ステージ！』関連曲                                               |
| 3月17日  | Re:STAGE! THE BEST                                                                            | オルタンシア | 「FlowerS ～となりで咲く花のように～ -2021-」 「Dream a gate -2021-」 「Purple Rays -2021-」 「Dear マイフレンド -2021-」 「*Heart Confusion* -2021-」 「crave -2021-」 「君とインフィニティ -2021-」 「Yes, We Are!!! -2021-」 | 『Re:ステージ！』関連曲                                               |
| 2022年   |                                                                                               | | |                                                                       |
| 10月5日  | Extreme Hearts キャラクターソングアルバム「BEST 4 U」                                         | 葉山陽和（野口瑠璃子）、小鷹咲希（岡咲美保）、前原純華（優木かな）、橘雪乃（福原綾香）、小日向理瀬（小澤亜李）、ミシェル・イェーガー（市ノ瀬加那）、アシュリー・ヴァンクロフト（瀬戸麻沙美）                                                         | 「無限大の魔法」 | テレビアニメ『Extreme Hearts』挿入歌                                  |
| 10月5日  | Extreme Hearts キャラクターソングアルバム「BEST 4 U」                                         | RISE | 「大好きだよって叫ぶんだ」 「Happy☆Shiny Stories」 「全力Challenger」 | テレビアニメ『Extreme Hearts』挿入歌                                  |
| 10月5日  | Extreme Hearts キャラクターソングアルバム「BEST 4 U」                                         | RISE | 「SUNRISE（ver.RISE）」 | テレビアニメ『Extreme Hearts』エンディングテーマ                      |
| 10月5日  | Extreme Hearts キャラクターソング ソロバージョン                                              | 小日向理瀬（小澤亜李） | 「大好きだよって叫ぶんだ」 「無限大の魔法」 「Happy☆Shiny Stories」 「全力Challenger」 「SUNRISE」 | テレビアニメ『Extreme Hearts』関連曲                                  |
| 2023年   |                                                                                               | | |                                                                       |
| 3月31日  | Relation                                                                                      | オルタンシア | 「Rainbow FlowerS」 | 『Re:ステージ！』関連曲                                               |
| 7月      | ワンダー・ファニー・ハーモニー                                                                | サクラコ（加隈亜衣）、ヒナタ（日高里菜）、マリー（小澤亜李）、ウイ（後藤沙緒里）、シミコ（富田美憂）、ヒフミ（本渡楓）、アズサ（種田梨沙）、ハナコ（豊田萌絵）、コハル（赤尾ひかる）、ミカ（東山奈央）、ツルギ（小林ゆう）、イチカ（鷲見友美ジェナ） | 「ワンダー・ファニー・ハーモニー」 | Webアニメ『ブルーアーカイブ 2.5周年記念ショートアニメーション』主題歌 |
| 12月25日 | Lots of love                                                                                  | アスタレーヴ | 「Lots of love」 | 『Re:ステージ！』関連曲                                               |
| 12月25日 | Lots of love                                                                                  | アスタレーヴ | 「un rêve」 | 『Re:ステージ！』関連曲                                               |
| 2024年   |                                                                                               | | |                                                                       |
| 2月14日  | Extreme Hearts ソング&ストーリーアルバム「Start Sign」                                        | RISE | 「Start Sign」 | テレビアニメ『Extreme Hearts』関連曲                                  |
| 3月6日   | Start Sign ソロバージョン                                                                     | 小日向理瀬（小澤亜李） | 「Start Sign」 | テレビアニメ『Extreme Hearts』関連曲                                  |
| 4月1日   | Refrain                                                                                       | アスタレーヴ | 「I My Me Mine Sunshine！」 | 『Re:ステージ！』関連曲                                               |
| 12月23日 | トモダチOneStep                                                                               | Antique Seraphim | 「トモダチOneStep」 | ゲーム『ブルーアーカイブ -Blue Archive-』関連曲                       |
| 12月23日 | ありがとう、そしてこれからも。                                                                | カズサ（夏吉ゆうこ）、キキョウ（小松未可子）、キサキ（相坂優歌）、コユキ（乾夏寧）、サオリ（石上静香）、シロコ＊テラー（小倉唯）、ヒナ（広橋涼）、ホシノ（花守ゆみり）、マリー（小澤亜李）、マリナ（平井祥恵）、ユウカ（春花らん）                   | 「ありがとう、そしてこれからも。」 | ゲーム『ブルーアーカイブ -Blue Archive-』4周年記念楽曲                |